# Schule an der Schaumburger Straße

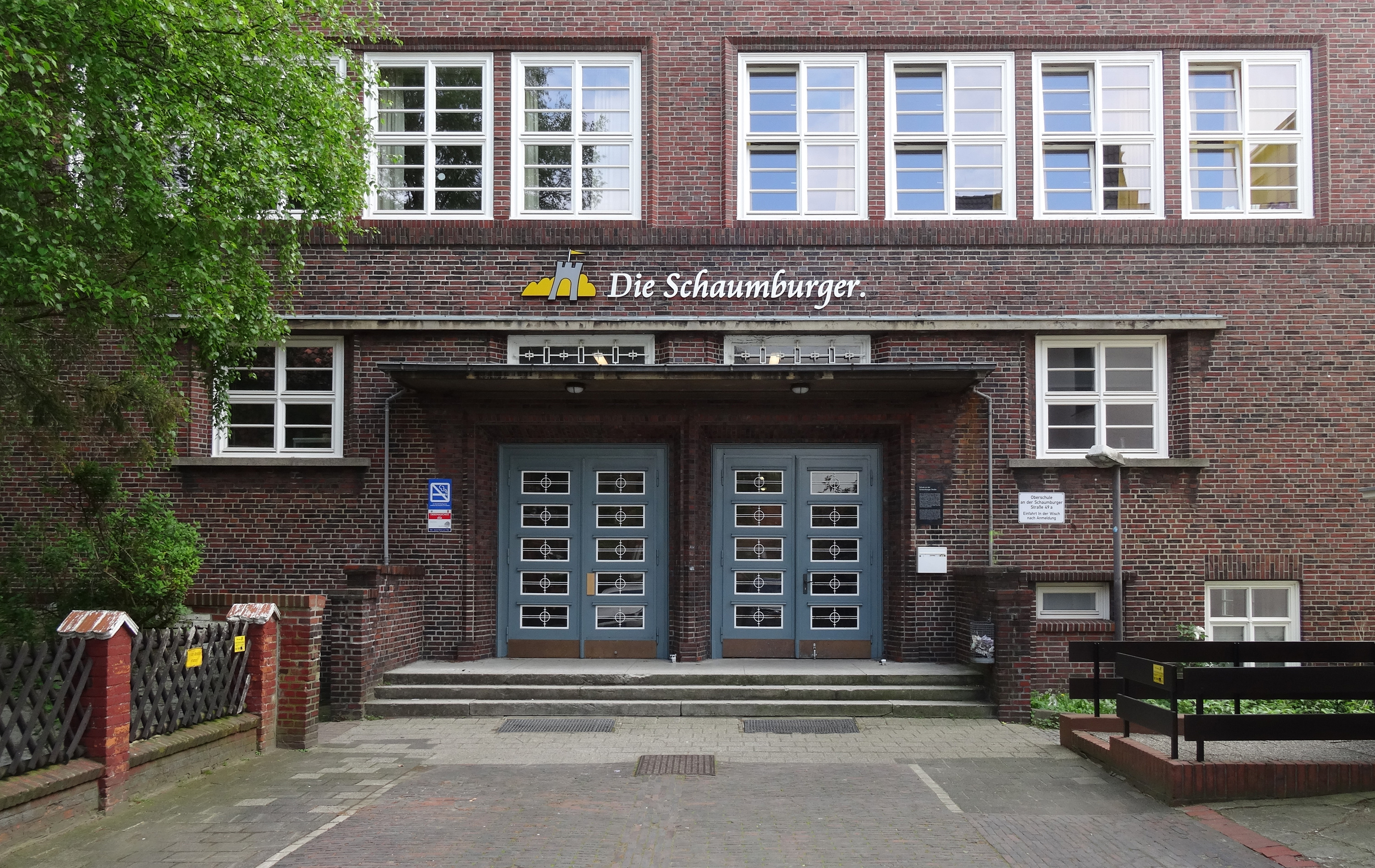
Eingang Schaumburger Straße

Die Schule an der Schaumburger Straße in Bremen - Östliche Vorstadt, Ortsteil Hulsberg ist eine Oberschule. Das Gebäude steht unter Denkmalschutz.  

## Geschichte
Das viergeschossige, verklinkerte Gebäude mit einem Walmdach  wurde von 1929 bis 1931 nach Plänen des Architekten und Oberbaurats Hans Ohnesorge mit einem L-förmigen Grundriss als Volksschule mit 20 Klassen gebaut. Die beiden sehr funktionalen Flügel sind verbunden durch einen fünfgeschossigen Verbindungsbau. Klare Linien, zumeist dreiteilige Kastenfenster und sparsame dekorative Elemente aus Salzbrandklinkern prägen den Bau aus der Zwischenkriegszeit. Eine Notnutzung als Kriegslazarett wurde durch breitere Türen, die zum Flur in Wandnischen schlagen oder gerundete Mauerecken vorgesehen. Die Turnhalle mit Schwingboden und die Aula mit Nebenraum sowie Fachräume für die naturwissenschaftlichen, musischen und handwerklichen Fächer waren vorhanden.
Bis 1941 war hier die Volksschule untergebracht in einer Vorstadt, mit vielen Reihenhäusern. Es unterrichtet auch der Bremer Reformpädagoge Fritz Gansberg an der Schule, die als  Grundschule und Oberrealschule diente. Die Oberrealschulklassen waren noch nach Jungen und Mädchen getrennt. Schulleiter war August Eilers.
Während des Zweiten Weltkrieges wurde ab 1941 die Schule durch den Rüstungsbetrieb Focke-Wulf-Flugzeugbau genutzt. 1941 wurden Aula und Mittelbau durch eine Brandbombe beschädigt. Bis 1947 war das Gebäude Unterkunft für ehemalige Kriegszwangsarbeiter.
1947 begann wieder der Schulbetrieb mit Grund- sowie Haupt- und Realschulklassen (Zweig A und B). 1977 wurde die Schule zum Zentrum der Sekundarstufen I mit der Orientierungsstufe, Haupt- und Realschulabteilung sowie einer gymnasialen Abteilung. 1979 entstanden zwei Mobilklassenbauten und 1983 ein Neubau für Naturwissenschaften und Musik. Um 1980 wurden über 1000 Schülerinnen und Schüler an der Schule und an verschiedenen Dependancen an anderen Schulen in einem Schulverbund unterrichtet, der 1995 endete. Nach 1995 besuchten ca. 550 Lernende die Schule. 2003 wurde ein weiterer Neubau mit acht Klassenräumen fertiggestellt und die beiden Mobilbauten abgerissen.
Durch die Bremer Schulreform bestand von 2004 bis 2009 hier eine Sekundarschule. Daraus wurde 2010 eine Bremer Oberschule von Klasse 5 bis 10 mit Inklusionklassen (2011) und einer ausgeprägten, belobigten Berufsorientierung.

## Denkmalschutz
Das Gebäude wurde 1984 als Bremer Kulturdenkmal unter Denkmalschutz gestellt.

## Weblink
- Oberschule an der Schaumburger Straße